# Такаја Курокава
Такаја Курокава (јап. 黒河 貴矢; 7. април 1981) јапански је фудбалер.

## Каријера
Током каријере играо је за Шимицу С-Пулс, Албирекс Нигата и многе друге клубове.

## Репрезентација
Са репрезентацијом Јапана наступао је на олимпијским играма 2004.